# 荊廷實
荊廷實（1599年11月1日—1653年9月3日），字實君，號毅菴，南直隸鎮江府丹陽縣人，明朝、南明政治人物。

## 生平
荊廷實是天啟四年（1624年）甲子科應天鄉試舉人，崇禎十六年（1643年）成進士，弘光年間和朱芾煌 、吳國琦、劉若宜、徐天麟、姜一學、周祚新、張印中、吳亮明、潘自得、王健、賀燕徵、黃衷赤、張大賡、張延祚、姚孫棐、金邦柱、黃泰來、黃鍾斗、李長似、張拱端、徐肇森、許士健、劉星耀、陳璧、董念陛在兵部任職，獲授武庫司主事，曾在殿廷召對時進諫，得到一時重視，因病歸鄉，著有《歷朝傳文舉要》流傳。

## 家族
高祖父荊瓚，曾祖父贈吏部考功司郎中荊輅，祖父監生、鄉飲大賓、廉州府照磨荊光祚，父親監生、鄉飲大賓、鴻臚寺序班荊士端，母親金壇王氏（王樵孫女）。
妻子宜人金壇蔡氏（蔡秉元女），育有一子荊咨夔；側室姚氏，育有一子荊臯，三女：長女嫁庠生虞榮、次女嫁進士賀王盛、三女嫁于榛（沚子）。

## 引用
1. ↑  《崇禎十六年癸未科進士三代履歷》：荆廷實，毅菴，書一房，甲寅年九月十五日生。丹阳人，甲子一百三十五名，會試七十九名，二甲五十一名。吏部觀政，甲申授兵部武库司主事。
2. 1 2  光緒《重修丹陽縣志·卷二十·儒林 文苑附》：荊廷實，字實君，崇禎癸未進士，官兵部武庫主事，領樞要，召對殿廷多致忠，悃疾作歸；嗜學，著書選有《厯朝傳文舉要》，分初、盛、近三集行世。
3. ↑  《復社姓氏傳略·卷一》：荊廷實，字實君，崇禎癸未進士，官兵部武庫主事，典領樞要，望重一時，召對楓宸，多所碩畫，疾病作歸。嗜學，著書選有《厯朝傳文舉要》，分初、盛、近三集行世 同上（《丹陽志》）
4. ↑  錢海岳《南明史·卷三十一·列傳第七》：（弘光）時兵部先後司官之可紀者，為朱芾煌、吳國琦、劉若宜、徐天麟、姜一學、周祚新、張印中、吳亮明、潘自得、王健、賀燕徵、黃衷赤、張大賡、張延祚、姚孫棐、金邦柱、黃泰來、黃鍾斗、李長似、張拱端、徐肇森、荊廷實、許士健、劉星耀、陳璧、董念陛云。……廷實，字實君，丹陽人。崇禎十六年進士。武庫主事。
5. ↑  《曲阿皇塘荊氏宗譜·卷三十五》：亨六公派 瓚公下長房 瓚子 輅 四子 誥封奉政大夫、南京吏部郎中，八舉鄉飲大賓……第八世……輅 瓚公子，行貞二十九，字子堅，號水南，生於正德己巳正月初三，以子光裕貴誥贈奉政大夫、吏部考功司郎中，卒於萬厯乙酉十月二十五日，壽七十有七。娶賀氏，生於正德丁卯八月初二日，誥封宜人，卒於萬厯丙申八月初十，壽九十，合葬大墓；生子四，光祖、光裕、光祚、光祉，女四，長適太學生馮汝質，次適五葉馮懷信，三適小墟高尚質，四適癸未會魁、南昌知府金壇王堯封。
6. ↑  《曲阿皇塘荊氏宗譜·卷三十八》：亨六公派 瓚公下三房 輅公三子，本支三房 光祚 三子 增例太學生，鴻臚寺序班，福建漳州府照磨，廣東廉州府致仕，舉鄉飲大賓 士端 四子 增例太學生，鴻臚寺序班，誥封協正庶尹、奉直大夫、兵部武庫司主事，兩舉鄉飲大賓……廷實 二子 天啟甲子舉人，崇禎癸未進士，兵部武庫司主事，誥授協正庶尹、奉直大夫……第九世……光祚 輅公三子，行仁五十七，字孝隆，號省吾，生於嘉靖戊戌六月十二日，增例太學生，謁選鴻臚寺序班，以母老告改南，陞福建漳州府照磨，丁憂服闋補廣東廉州府照磨，致仕舉鄉飲大賓，卒於萬厯乙巳六月初八日，壽六十有八。娶金壇太學生張公祥女，生於嘉靖戊戌八月二十日，卒於萬厯庚子六月初七日，壽六十有三，合葬上塘塋；生子三，士端、本完、本治，女一，適四川合州州判、同邑張公學裘子，太學生啟東。……第十世 士端 光祚長子，行義六十五，字肅之，又字百忍，號玄初，生於嘉靖乙丑四月二十八日，增例太學生，授鴻臚寺序班，以子廷實貴，誥封奉直大夫、兵部武庫司主事，舉鄉飲大賓，卒於順治己丑三月十八日，壽八十有五。娶涉縣知縣金壇王公啟疆女、右都御史恭簡公樵女孫，生於嘉靖甲子十二月二十三日，卒於崇禎戊寅七月初三日，壽七十有五，勅贈宜人，合葬上塘塋，生子四，廷獻、廷聘、廷實、廷璧，女一，適金壇乙卯舉人、贛州府同知王明汲。……十一世……廷實 士端三子，行禮一百四十五，字實君，號毅菴，生萬厯己亥九月十五日，邑廩生，以《書經》中天啟甲子舉人，登崇禎癸未進士，任兵部武庫司主事，授奉直大夫，卒於順治癸巳七月十三日。娶滄州知州金壇蔡公秉元女，生於萬厯己亥二月初一，勅封宜人，卒於康熙壬子三月十一日，合葬新莊新墳，生子一，咨夔；側姚氏生一子，臯，女三，長適金壇庠生虞公振子庠生榮，次適同邑進士賀公王盛，三適金壇進士-{于}-公沚子榛。